# Stefan Hierholzer

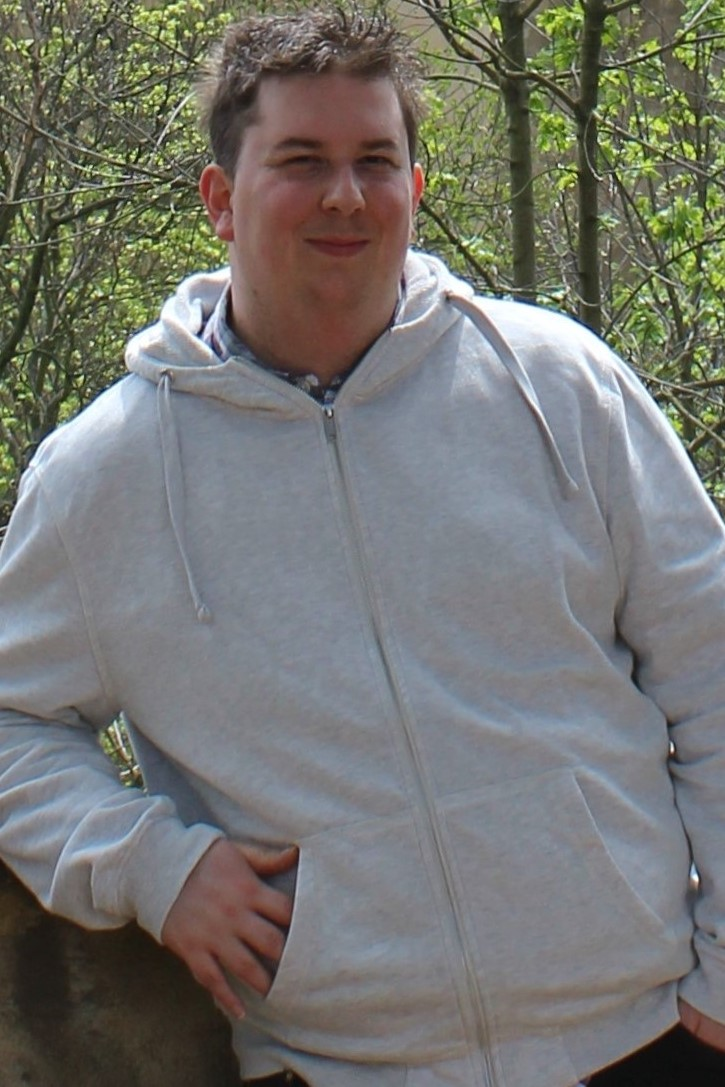
Stefan Hierholzer, 2016

Stefan Hierholzer (* 24. November 1985 in Sindelfingen) ist ein deutscher Lehrer, Erzieher, Fachbuchautor und Sexualpädagoge, sowie Träger des deutschen Lehrerpreises. Hierholzer war wissenschaftlicher Mitarbeiter an der Medical School Hamburg (MSH). Hierholzers wissenschaftliche Arbeiten befassen sich vorrangig mit Sexualpädagogik, Gender- und Queer-theoretischen Fragestellungen. Eine Zeit lang war er Schulleiter des Campus 29 einer Fachschule für Sozialpädagogik in Hamburg-Barmbek. Gegenwärtig ist er Schulleiter der Pädagogika Fachschule für Sozialwesen in Potsdam.

## Leben

### Ausbildung
Hierholzer wurde als zweites Kind eines Bankkaufmannes und einer Frisörin 1985 in Sindelfingen geboren. Dort besuchte er den Kindergarten Klostergarten und anschließend die Grundschule Königsknoll und verließ diese mit der Hauptschulempfehlung. Die Hauptschule Klostergarten besuchte er dann für ein Schuljahr, um anschließend den Übertritt in die Realschule (Eschenried) zu schaffen.
Während seiner Realschulzeit engagierte sich Hierholzer von Klasse 5–10 als Klassensprecher und ab Klasse 7 als Schulsprecher. Daneben veröffentlichte er mit Mitschüler die Schülerzeitung (Eschenrieder) und absolvierte eine Ausbildung zum Streitschlichter. Später bildete er die Streitschlichter mit Mitschülern zusammen aus.
Nach dem Realschulabschluss ging Hierholzer nach Herrenberg an die Hilde Domin Schule, um dort seine Ausbildung zum staatlich anerkannten Erzieher zu absolvieren. Während seiner Ausbildungszeit machte er Praktika in der Kindertagesstätte Lilienstraße Sindelfingen, in der Grundschulförderklasse Königsknoll und in der Kinder- und Jugendpsychiatrie Calw-Hirsau. Sein Anerkennungsjahr absolvierte er schließlich im Kindergarten Hildrizhausen. Mit dem Abschluss zum staatlich anerkannten Erzieher erhielt er als zweitbester seines Jahrganges die Fachhochschulreife.

### Akademischer Werdegang
Durch seinen sehr guten Abschluss war es Hierholzer schließlich möglich, über einen Sonderweg an der Universität Lüneburg das Lehramt für berufsbildenden Schulen Fachrichtung Sozialpädagogik mit Zweitfach Politik zu studieren. Während seines Bachelorstudiums absolvierte er sein erstes Praktikum an der Hilde Domin Schule in Herrenberg. Während des Studiums entwickelte er sein wissenschaftliches Profil zu Gender- und Queerfragen sowie zur Sexualpädagogik.
Nach seinem Bachelorabschluss arbeitete er am IWK Lüneburg, an deren Fachschule für Heilerziehungspflege und Altenpflege. Zeitgleich absolvierte er in Lüneburg sein Masterstudium.
Nach seinem ersten Staatsexamen ging er an das Regionale Berufsbildungszentrum des Kreises Herzogtum Lauenburg in Mölln, um dort sein Referendariat zu absolvieren. Währenddessen baute er dort erfolgreich mit Änne Rickert-Petrick die Fachschule für Heilerziehungspflege auf. Die Arbeit an der Fachschule für Heilerziehungspflege inspirierte ihn dazu, sein erstes Fachbuch zum Thema Sexualität und Behinderung zu verfassen. Anschließend wechselte Hierholzer an die Berufliche Schule des Kreises Stormarn in Ahrensburg, um dort den Ausbildungsgang der Sozialassistent zu konzipieren und zu implementieren. Nach der erfolgreichen Implementation wechselte er an die BBS I Gifhorn (Niedersachsen) und unterrichtet dort Erzieher, Sozialassistent und Altenpfleger. Gemeinsam mit der damaligen Schulleiterin Heidi Lobert und Kolleg etabliert er die Lernplattform moodle und sorgte damit für den ersten Schritt in Richtung Digitalisierung der berufsschulischen Ausbildung. Darüber hinaus baute er eine Fachbibliothek für sozialpädagogische Berufe auf.
Ende 2017 wechselte Hierholzer schließlich in den hochschulischen Sektor und arbeitet seither als wissenschaftlicher Mitarbeiter an der Medical School in Hamburg. Hierholzer übernahm 2020 die Schulleitung des Campus 29.
Schon im ersten Jahr des Bestehens der Schule gewann Hierholzer mit seinem Digitalkonzept für die Erzieherausbildung den nationalen Preis „digitale Schule“ gewinnen, wobei die Gutachtenden besonders die didaktische Durchdringung des Konzepts mit voller Punktzahl honorierten.

## Ehrungen und Auszeichnungen
Im Jahr 2016 wurde Stefan Hierholzer durch seine Schüler erfolgreich für den Deutschen Lehrerpreis vorgeschlagen und bekam diesen in Berlin überreicht. Damit war er der erste berufsbildende Lehrer mit der Fachrichtung Sozialpädagogik, der je diesen Preis erhalten hat.
Im Jahr 2020 erhielt er den nationalen Preis 'Schule digital', damit war er der erste Schulleiter einer Fachschule für Sozialpädagogik mit dieser Auszeichnung.
Im Jahr 2024 erhielt Hierholzer abermals den nationalen Preis 'Schule digital', diesmal für die Pädagogika Fachschule für Sozialwesen in Potsdam.

## Veröffentlichungen (Auswahl)
- KompaktWISSEN Sexualpädagogik in der Heilerziehungspflege. Handwerk und Technik. Hamburg 2014, ISBN 3-582-47959-5.
- FachWISSEN – Sexualität im Alter: für pflegerische Berufe. Handwerk und Technik. Hamburg 2016, ISBN 3-582-04642-7.
- KompaktWISSEN Sexualpädagogik für sozialpädagogische Fachkräfte: Von Krippe bis Jugendhaus. Handwerk und Technik. Hamburg 2016, ISBN 3-582-47958-7.
- KiTa Fachtexte: Kindliche Sexualität als Thema in der Frühpädagogik.
- Gemeinsam mit Melanie Kubandt: „Mir geht’s schlecht mit Geschlecht, mit Geschlechtern noch schlechter“ – Gender und Queer zwischen Abwehr und Aufbruch. In: ME Karsten: Element(are) Sozialpädagogik. Lehramt an berufsbildenden Schulen Fachrichtung Sozialpädagogik", S. 74–84. Budrich. Leverkusen 2017, ISBN 978-3-8474-2067-5.
- Kindliche Sexualität- (k)ein Thema der Elementarpädagogik? LAG – LandesArbeitsGemeinschaft Freie Kinderarbeit Hessen e. V. Rundbrief Schwerpunkt: ... 1/2018
- Was Pflegekräfte über Sexualität im Alter wissen sollten. Bedürfnisse – Grenzen – Strategien. Reinhardt-Verlag (Nachwort zum Buch), 2018.
- Lebenssituationsbegleitung von LSBAT*I*Q- durch (Schul-)Sozialarbeiter*innen (2019)
- Ich backe mir dann mal ein_e Pädagogische Fachkraft… oder Fachkräftegewinnung in Zeiten des Mangels. Kita aktuell 1/2020.
- Psychologie, Psychiatrie und Psychotherapie für (heil-)pädagogische Berufe (2020)
- Hilfe, wir haben queere Menschen unter uns (2020) bbz
- Dynamiken Sozialer Berufe und Berufs(aus)bildungen (2020) verdi Dokumente für die Enquetekommission des Deutschen Bundestages
- Basiswissen Sexualpädagogik (2021) reinhardt.
- Sexuelle Bildung von Anfang an Oder warum Sexualität ein elementar-pädagogisch bedeutsames Lernmoment ist (2021) nifbe.